# Anthony Glise
Anthony Glise (17 janvier 1956, Saint Joseph, Missouri) est un guitariste, compositeur et auteur. 
Il est le seul guitariste américain à avoir gagné, en 1991, le premier prix du concours international Toscanini qui a lieu en Italie. Il est également le seul guitariste américain à avoir été élu, en 2006, « Artiste solo de l’année » (Individual Artist of the Year) par le Comité des arts de l'état du Missouri (Missouri State Arts Council).

## Biographie
Il commença sa formation musicale dès le plus jeune âge sous la direction de sa mère, professeur de piano, et de son père, chanteur amateur baryton. Il poursuivit dès lors ses études musicales et obtint, en 1983, un Master de musique en guitare classique (Master of Music in Classical Guitar Performance) au Conservatoire de musique de la Nouvelle-Angleterre situé à Boston (New England Conservatory).